# Hemihyalea darabana
Hemihyalea darabana là một loài bướm đêm thuộc phân họ Arctiinae, họ Erebidae.